# Prompte-Klasse
Die Prompte-Klasse war eine Klasse von zwei Korvetten der französischen Marine und später Post ships der britischen Marine, die von 1793 bis 1801 in Dienst stand.

## Geschichte
Die von dem Marinearchitekten Joseph-Marie-Blaise Coulomb entworfene Klasse von nominell 20-Kanonen-Korvetten, ist eine leicht verkleinerte Version der von ihm entworfenen Korvetten der Coquette-Klasse aus den 1780er Jahren. Beide Schiffe wurden durch den Schiffbaumeister Pierre Mauget auf einer Werft in Le Havre zwischen Januar 1792 und Mai 1793 gebaut. Sie waren damit die einzigen französischen Korvetten, welche im Zeitraum zwischen dem Beginn der Revolution und dem Start des Seekrieges gegen Großbritannien im Rahmen des Ersten Koalitionskrieges gebaut wurden.
Beide Schiffe der Klassen wurden 1793 bzw. 1794 durch die britische Marine gekapert und als Schiffe des 6. Ranges, mit einer Bestückung von 28 Geschützen, in Dienst gestellt. In der britischen Marine wurde diese Art Schiff, bis kurz nach Ende der Koalitionskriege, offiziell als Post ship bezeichnet und von einem Offizier im Range eines Captain kommandiert. Von den Marineoffizieren wurden sie aber, mehr aus Prestigegründen, als Fregatten angesprochen.

## Einheiten
| Name    | Bauwerft          | Kiellegung   | Stapellauf        | Indienststellung | Verbleib |
| ------- | ----------------- | ------------ | ----------------- | ---------------- | --- |
| Prompte | Werft in Le Havre | Januar 1792  | 30. November 1792 | Februar 1793     | Am 18. Mai 1793 durch die Royal Navy gekapert, als Prompte in Dienst gestellt, 1801 aufgelegt und im Juli 1813 in Portsmouth abgebrochen |
| Babet   | Werft in Le Havre | Februar 1792 | 12. Februar 1793  | Mai 1793         | Am 23. April 1794 durch die Royal Navy gekapert, als Babet in Dienst gestellt, im Oktober 1801 in der Karibik verloren gegangen          |

## Technische Beschreibung
Die Klasse war als Batterieschiff mit einem durchgehenden Geschützdecks konzipiert und hatte eine Länge von 37,68 Metern (Geschützdeck) bzw. 31,83 Metern (Kiel), eine Breite von 9,26 Metern und einen Tiefgang von 4,69 Metern bei einer Verdrängung von 603 Tonnen. Sie waren Rahsegler mit drei Masten (Fockmast, Großmast und Kreuzmast). Der Rumpf schloss im Heckbereich mit einem Heckspiegel, in den eine Galerie integriert war, die in die seitlich angebrachten Seitengalerien mündeten. Diese waren aus Repräsentationsgründen durch zeitspeziefische Schnitzereien und Bildhauerarbeiten geschmückt. Die Beplankung war kraweel ausgeführt, das heißt, die Enden der Planken stießen stumpf aufeinander, so dass eine glatte Außenfläche entstand.
Die Bewaffnung der Klasse bestand aus 24 Kanonen.
|        | Batteriedeck                  | Backdeck                        | Achterdeck                      | Geschütze (Geschossgewicht) |
| ------ | ----------------------------- | ------------------------------- | ------------------------------- | --------------------------- |
| Design | 20 × franz. 8-Pfünder-Kanonen | –                               | 4 × franz. 4-Pfünder-Kanonen    | 24 Kanonen (43,08 kg)       |
| 1794   | 20 × brit. 9-Pfünder-Kanonen  | 2 × brit. 12-Pfünder-Karronaden | 6 × brit. 12-Pfünder-Karronaden | 28 Geschütze (62,583 kg)    |

## Besatzung
Die Besatzung hatte bei Indienststellung eine Stärke von 170 Mann (Offiziere und Unteroffiziere bzw. Mannschaften).

## Bemerkungen
1. ↑  Bei der Berechnung des Gewichtes einer Breitseite kann es zu Unterschieden kommen, da in der damaligen Zeit ein Pfund, je nach Land, unterschiedliche Gewichtswerte hatte. Das französische Livre hatte z. B. ein Gewicht von 489,506 Gramm während das englische Pound ein Gewicht von 453,592 Gramm hatte.